# Morra (hra)
Morra  je hra existující po tisíce let, již od starého Řecka či Říma. Její pravidla jsou jednoduchá: Všichni hráči současně ukáží ruku s různým počtem natažených prstů a současně každý ohlásí svůj odhad všech spoluhráči natažených prstů. Ten, kdo uhádne celkový počet prstů natažených všemi hráči, vyhrál a získá bod.
Hru je možno hrát stejně jako když si dva lidé hodí mincí, a nechají rozhodnutí o problému na štěstí a nebo jen pro zábavu. Existuje mnoho variací hry morra, většinu forem lze hrát minimálně s dvěma hráči. V nejpopulárnější verzi všichni hráči natáhnou ruku, přičemž každý ukáže nula až pět prstů, a oznámí svůj odhad součtu všech ukázaných prstů. Pokud hráč uhodne součet, získá jeden bod. První hráč, který dosáhne tří bodů, vyhrává hru.
Některé varianty morra se hrají o peníze, přičemž vítěz dostane částku rovnající se součtu zobrazených prstů.